# Казакович, Ян
Казакович (Козак) Ян Литвин (1550-е — после 1603) — поэт, переводчик Великого княжества Литовского. 

## Творчество
Писал на польском и латинском языках. Использовал псевдоним Литвин. По вероисповеданию — кальвинист, что наложило свой отпечаток на его творчество в последующем. Был связан с биржанской (кальвинистской) линией Радзивиллов.
Первое известное стихотворение Казаковича — латиноязычное стихотворение-посвящение Андрею Римше в книге последнего «Декетерос акроама, или Десятилетняя повесть военных дел князя Христофора Радзивилла» (Вильня, 1585).
В книге Яна Радвана «Радзивиллиада» (Вильня, 1592) включены три стихотворных посвящения Казаковича молодым Радзивиллам: Юрию, Янушу и Христофору (подписался под последним — Jan Kozak Litwin). Предположительно, стихотворение "Слава на счастливую победу Николая Радзивилла под Кесью в 1578 году", включенное в эту книгу, также принадлежит перу Казаковича.
На протяжении 1590-х Я. Казакович опубликовал около 15 стихотворений в 7 книгах различных авторов.
В переводе  С. Кашуцкого книги Цицерона «Про обязанности людей всех сословий» (Вильня, 1593) есть 2 произведения Я. Казаковича: посвящение на латинском языке Николаю Нарушевичу и стихотворение на польском языке "На эти книги". Мотив осуждения дворянства за то, что это сословие выше рыцарской доблести и христианских идеалов признает богатство, звучит в стихах Яна Казаковича из «Нового завета» (Вильня, 1593).
Прославление "правдивого" кальвинистского вероисповедания и антикатолические взгляды присутствуют в стихах Яна Казаковича, напечатанных в протестантских изданиях религиозно-просветительской и религиозно-полемической направленности. В переизданной в Вильне в 1594 году книге Миколая Рея «Postylla» («Польская постилла») напечатаны 2 стихотворения Яна Казаковича.
Ярко выраженная религиозно-полемическая направленность  присутствует в стихотворении Я. Казаковича «К дорогому читателю», которое было напечатано вместе с эпиграммой на герб Януша Радзивилла в произведении Шимона Теофила (Турновского) «Зерцало христианского исповедания в  Польше» (Вильня, 1594).
Ян Казакович защищал от ариан божественность Христа в книге Гжегожа из Жерновца «Клипеус, или Духовный щит» (Вильня, 1598), призывал к кальвинизму в переиздании книги «Литовская постилла» (Вильня, 1600).
Наибольшую известность ему принёс изданный Я. Карцаном перевод на польский язык книги Иосифа Флавия «Иудейская война» (Вильня, 1595), из которой позднее неизвестным автором был сделан перевод  на старобеларуский[уточнить] язык (не опубликован). Свое произведение Я. Казакович посвятил Криштофу Зеновичу, при этом отметил своё местонахождение (Мосар).
В последующем Я. Казакович издал следующие книги: «Дух Данилы» («Manes Danielani», Вильня, 1603; сборник стихотворений по поводу смерти кальвинистского священника Данилы Стефана Теолипта и его соратников), а также «Валашский орех» («Orzech wloski», Вильня, 1603; свободный перевод Овидия).